# John Butler (Schauspieler)
John A. Butler (* 1. Mai 1884 in Kanada; † 9. Oktober 1967 in Los Angeles, Kalifornien) war ein kanadischer Filmschauspieler.

## Leben
John Butler wurde 1884 in Kanada geboren.
1936 hatte Butler bei dem Film China Clipper erstmals eine Rolle inne. In der Fernsehserie The Lone Ranger hatte er 1950 erstmals eine wiederkehrende Rolle. Sein Schaffen bis zuletzt 1953 umfasst rund 140 Produktionen, wobei er überwiegend nur Kleinstrollen übernahm.

## Filmografie
- 1936: China Clipper
- 1936: Make Way for a Lady
- 1937: Geheimbund Schwarze Legion (Black Legion)
- 1937: Ordnung ist das halbe Leben (The Great O’Malley)
- 1937: Green Light
- 1937: Dick Tracy
- 1937: Midnight Court
- 1937: The Go-Getter
- 1937: Some Blondes Are Dangerous
- 1937: Expensive Husbands
- 1937: Missing Witnesses
- 1937: Täglich ausverkauft! (You’re a Sweetheart)
- 1938: Accidents Will Happen
- 1938: Marie-Antoinette
- 1938: Cowboy from Brooklyn
- 1938: The Affairs of Annabel
- 1938: The Mad Miss Manton
- 1938: Dr. Kildare: Sein erster Fall (Young Dr. Kildare)
- 1938: Exposed
- 1939: Ex-Champ
- 1939: Torchy Runs for Mayor
- 1939: Stronger Than Desire
- 1939: They All Come Out
- 1939: Frontier Marshal
- 1939: I Stole a Million
- 1939: Stop, Look and Love
- 1939: Pride of the Blue Grass
- 1939: Damals in Hollywood (Hollywood Cavalcade)
- 1940: The Man Who Wouldn’t Talk
- 1940: The Man from Dakota
- 1940: Der große Edison (Edison, the Man)
- 1940: Florian
- 1940: We Who Are Young
- 1940: The Golden Fleecing
- 1940: Dritter Finger, linke Hand (Third Finger, Left Hand)
- 1940: Behind the News
- 1941: Buck Privates
- 1941: Seitenstraße (Back Street)
- 1941: The Penalty
- 1941: Mr. District Attorney
- 1941: Das sind Kerle (Men of Boys Town)
- 1941: Tight Shoes
- 1941: Dressed to Kill
- 1941: We Go Fast
- 1941: Mob Town
- 1941: Moon Over Her Shoulder
- 1941: Cadet Girl
- 1941: Papa braucht eine Frau (Kathleen)
- 1941: Rache ist süß (Design for Scandal)
- 1942: Fly-By-Night
- 1942: Joe Smith, American
- 1942: The Courtship of Andy Hardy
- 1942: Grand Central Murder
- 1942: Priorities on Parade
- 1942: The War Against Mrs. Hadley
- 1942: Die Spur im Dunkel (Eyes in the Night)
- 1942: Northwest Rangers
- 1942: Andy Hardy’s Double Life
- 1943: Slightly Dangerous
- 1947: Fremde Stadt (Magic Town)
- 1947: Daisy Kenyon
- 1947: Der Senator war indiskret (The Senator Was Indiscreet)
- 1947: Killer McCoy
- 1948: Alias a Gentleman
- 1948: Silent Conflict
- 1948: Sinister Journey
- 1948: Dream Girl
- 1948: Ich heirate dich doch (That Wonderful Urge)
- 1948: Die Macht des Bösen (Force of Evil)
- 1949: Unerschütterliche Liebe (Shockproof)
- 1949: The Sun Comes Up
- 1949: Alarm in der Unterwelt (The Undercover Man)
- 1949: Ring frei für Stoker Thompson (The Set-Up)
- 1949: It Happens Every Spring
- 1949: Der besiegte Geizhals (Sorrowful Jones)
- 1949: Blutsfeindschaft (House of Strangers)
- 1949: Der blonde Tiger (Too Late for Tears)
- 1949: Special Agent
- 1949: Sprung in den Tod (White Heat)
- 1949: Schweigegeld für Liebesbriefe (The Reckless Moment)
- 1949: Dear Wife
- 1949: Side Street
- 1950: Der Unglücksrabe (The Yellow Cab Man)
- 1950: Code of the Silver Sage
- 1950: Gnadenlos gehetzt (The Lawless)
- 1950: Verurteilt (Convicted)
- 1950: Unser eigenes Ich (Our Very Own)
- 1950: Mein Leben gehört mir (A Life of Her Own)
- 1950: Frauengeheimnis (Three Secrets)
- 1950: Zwischen Mitternacht und Morgen (Between Midnight and Dawn)
- 1950: I’ll Get By
- 1950: The Lone Ranger (Fernsehserie, 2 Folgen)
- 1950: Das Brandmal (Branded)
- 1950: Hunt the Man Down
- 1951: Night Into Morning (Solitudine)
- 1951: Der Fremde im Zug (Strangers on a Train)
- 1951: Meet Me After the Show
- 1951: Verschwörung im Nachtexpreß (The Tall Target)
- 1951: Der Mordprozeß O’Hara (The People Against O’Hara)
- 1951: Angels in the Outfield
- 1951: Roadblock
- 1951: Anwalt des Verbrechens (The Unknown Man)
- 1951: Street Bandits
- 1951: The Stu Erwin Show (Fernsehserie, Folge 2x07)
- 1951: Racket Squad (Fernsehserie, Folge 2x14)
- 1952: Gefährten des Grauens (The Wild North)
- 1952: Der unsichtbare Schütze (The Sniper)
- 1952: Der Stolz von St. Louis (The Pride of St. Louis)
- 1952: Wait Till the Sun Shines, Nellie
- 1952: Something for the Birds
- 1953: The George Burns and Gracie Allen Show (Fernsehserie, Folge 3x18)
- 1953: Geknechtet (The Vanquished)
- 1953: The Farmer Takes a Wife